# La Corde au cou (roman)
La Corde au cou est un roman policier d'Émile Gaboriau publié en 1873.

## Résumé
Dans la nuit du 22 au 23 juin 1871, un incendie se déclare au château de Valpinson, propriété du comte de Claudieuse. Un témoin, un idiot du village surnommé Cocoleu, accuse Jacques de Boiscoran. C'est bien connu dans les environs, un différend sur des territoires de chasse opposait l'accusé au comte de Claudieuse. En outre, toutes les circonstances contribuent à l'accabler. Sa famille, désespérée, fait appel à l'enquêteur Manuel Forgat qui saura démêler l'affaire.

## Analyse
Ce roman diffère beaucoup des précédents romans de Gaboriau, car le rôle de l'inspecteur y est marginal. On ne suit pas l'enquêteur, mais le suspect, un homme accusé du meurtre de deux personnes. Gaboriau insiste sur la pression abominable qui pèse sur le prévenu. Il tient le lecteur en haleine grâce au suspense constitué par le doute quant au dénouement de l'affaire. En effet, il est impossible de savoir avant la fin si l'inculpé sera ou non innocenté.
Le dénouement est pour le moins inattendu et déjoue les pronostics des lecteurs amateurs d'intrigues policières.

## Adaptations
- Marcel Moussy, La Corde au cou: l'affaire Boiscoran, TV Mini-Series, 1978

Cette adaptation se déroule après la première guerre mondiale. Elle a un contenu nettement plus politique. Le prévenu est un bourgeois de sensibilité socialiste, à ce titre, menacé par ses pairs de droite et d'extrême droite qui ajoutent à l'accusation de meurtre l'imputation de trahison de classe.

## Source bibliographique
- Jean Tulard, Dictionnaire du roman policier : 1841-2005. Auteurs, personnages, œuvres, thèmes, collections, éditeurs, Paris, Fayard, 2005, 768 p. (ISBN 978-2-915793-51-2, OCLC 62533410), p. 173.